# Бистабильная запоминающая трубка прямого просмотра
Бистабильная запоминающая трубка прямого просмотра (БЗТПП) представляет собой электронно-лучевую трубку, которая сохраняет информацию в виде свечения люминофора, записанную на него с помощью аналоговых технологий, присущих всем ЭЛТ, и, основываясь на вторичной эмиссии электронов с самого экрана люминофора.
Технологию БЗТПП предсказывал Эндрю Хэйф в научно-исследовательской лаборатории ВМС США, а также Уильямс и Килберне в конце 1940-х годов. Роберт Андерсон усовершенствовал труды Хэйфа в конце 1950-х годов, чтобы произвести надёжный и простой прибор.

## Принцип
Непосредственно запись информации на люминофор осуществляется с помощью мелкоячеистой проволочной сетки, а не лучом, как в обычных ЭЛТ.
Сетка изготовлена из очень тонкой высококачественной проволоки, расположенной в диэлектрике и установленной  непосредственно перед экраном на пути электронного пучка из пушки. «Пишущая пушка» сканирует проволочную сетку, тем самым заряжая области создания негативного образа. На предварительно локально заряжённую сетку наносится непрерывный поток электронов. Этот поток электронов производится с помощью «заливочной пушки». Однако ранее заряженные участки «пишущей пушкой» отражают пучок электронов так, что электроны проходят только через сетку к люминофору в тех областях, которые ранее не заряд, такая картина передается на индикатор, покрывающий ЭЛТ.

### Преимущества
- Долгое свечение, порядка десятка минут.[1]
- Очень сложные кадры могут отображаться с очень высоким разрешением без мерцания.

### Недостатки
- Как правило, двухцветные.
- Фрагменты изображения не могут быть стёрты.
- Процесс стирания и перерисовки может занять несколько секунд для сложных картин.
- Нет анимации.
- Модификации любой части изображения требует изменение перерисовки всего изображения.

## Описание
Производимые БЗТПП компанией Tektronix были использованы для аналоговых осциллографов (сначала в 564-м типе осциллографа, потом в мониторе типа 601 (1968), в 611-м мониторе, в 7613-м вставном базовом блоке осциллографа, все из Tektronix) и для компьютерных терминалов архитектуры Tek 4010 и его нескольких приемников, в частности, Tektronix 4014. Отдельные части экрана индивидуально пишутся обычными электронно-лучевыми пушками и «заливаются» широкими низкоскоростными электронными пушками. Очистка экрана возможна только стиранием всего экрана яркими вспышками зелёного цвета, что привело к их названию как the mean green flashin' machine (машина зелёной вспышки).
Некоторые БЗТПП позволили использовать «проходную запись», т. е. воспользоваться небольшим количеством динамически обновляющихся и не сохраняющихся данных.
Это позволило отображать курсоры, графические элементы в стадии строительства, и тому подобное, на компьютерных терминалах.

## Скиатрон
Другой вариант (не Tekronix) БЗТПП был «тёмный след» ЭЛТ, также известный как Скиатрон. В этой ЭЛТ заменили обычный светоизлучающий слой люминофора на поверхности экрана трубки с скотофором таким как хлорид калия (KCl). KCl обладает свойством, что если на кристалл направить электронный пучок, то  место воздействия будет меняется от белого до полупрозрачного тёмного пурпурного цвета. Фоновая подсветка такой ЭЛТ с белым или зелёным флуоресцентной лампой, в результате изображение будет выглядеть чёрным на зелёном фоне или пурпурным на белом фоне соответственно. Преимущество, в отличие от полу-постоянных отображаемых изображениях, в том, что яркость результирующего отображения ограничена только источником освещения и оптикой
Изображение будет сохранено вплоть до стирания, т. е. до воздействия с высокой интенсивностью инфракрасного излучения или электротермического нагрева. Использование обычного отклонения электронного пучка и формирующих растровых сканирующих цепей, двухуровневые изображения могут быть созданы на мембране и сохранены даже, когда питание из ЭЛТ будет прервано. При использовании массива точек, скажем 8 × 8, большие пиксели могут быть сформированы, чтобы представлять 64 оттенков серого. 
Одно из таких устройств, D36, выпустила корпорация DICOMED, представив техническую документацию в 1972 году на электронно-оптической конференции в Женеве, Швейцария.

## Патент
- U.S. Patent 3 293 473 1962 Anderson

## Рекомендации
- Pioneering Electronics (1964)
- The Skiatron, or Dark-Trace tube (1948)
- IEEE transactions on Electron Devices Vol ED-14 No. 23 December 1967, "A simplified Direct-Viewing Bistable Storage Tube", R. H. Anderson